# Federazione calcistica dell'Isola di Man
La Federazione calcistica dell'Isola di Man (Isle of Man Football Association) è l'organo che governa il calcio nell'Isola di Man. Nonostante sia affiliata alla Football Association, non è membro né UEFA né FIFA, perciò i club non possono prendere parte a tutte le competizioni internazionali.

## Storia
L'IoMFA ha sede a Douglas presso lo stadio multifunzionale The Bowl. La federazione controlla tutti i livelli calcistici nazionali.
Ad essa sono affiliati 26 club tra l'Isle of Man Football League e l'Isle of Man Football Combination, campionato organizzato tra le "riserve" delle varie squadre. La federazione dirige anche la Selezione di calcio dell'Isola di Man.

## Membri
I 26 club affiliati all'Isle of Man FA sono:
- Ayre United
- Braddan
- Castletown Metropolitan
- Colby
- Corinthians
- Douglas High School Old Boys F.C. (DHSOB)
- Douglas and District F.C.
- Douglas Royal F.C.
- Foxdale F.C.
- Gymnasium F.C.
- Laxey F.C.
- Malew F.C.
- Marown F.C.
- Michael United F.C.

- Northern Athletic F.C.
- Onchan F.C.
- Peel F.C.
- Police F.C.
- Pulrose United F.C.
- Ramsey F.C.
- Ramsey Youth Club Old Boys F.C. (RYCOB)
- Ronaldsway F.C.
- Rushen United F.C.
- Saint Georges F.C.
- Saint Johns United F.C.
- Saint Marys F.C.
- Union Mills F.C.